# Mordella inusitata
Mordella inusitata là một loài bọ cánh cứng trong họ Mordellidae. Loài này được Blackburn miêu tả khoa học năm 1893.